# Пікерингіт
Пікерингіт, пікеринґіт, магнезійний галун — мінерал, водний сульфат магнію та алюмінію, гр. галотрихіту.
Синоніми: магнезіо-галотрихіт, галун магнезіальний, галун тальковий.

## Загальний опис
Хімічна формула: MgAl2[SO4]4•22H2O. Коли Mg заміщується на Fe2+, утворюється галотрихіт, а коли на Mg2+ — апджоніт. Містить (%): MgO — 4,7; Al2O3 — 11,9; SO3 — 37,3; H2O — 47,1.
Сингонія моноклінна. Утворює волокнисті масивні агрегати і вицвіти.
Густина 1,7—1,8.
Твердість 1,0—1,5.
Блиск скляний.
Білий або безбарвний.
Розчиняється у воді.
Продукт вивітрювання глиноземних порід, що містять пірит.
Зустрічається в розколах та рудникових виробках. Розповсюджений в аридних областях, зонах окиснення колчеданних родовищ.
Знахідки: Залльфельд і Леестен (Тюрингія, ФРН), Ікіке (Болівія).
Названий за прізвищем американського дослідника Дж. Пікерінґа (J.Pickering), A.A.Hayes, 1844.

## Різновиди
Розрізняють:
- Пікерингіт залізистий (різновид П., який містить 1,5—4 % FeO),
- Пікерингіт залізний (різновид П., який містить до 4 % Fe2O3),
- Пікерингіт манґанистий (бушманіт — різновид П. з вмістом MnO до 3 %).